# Glasheen
Glasheen (en irlandés: An Glaisín) es un suburbio irlandés localizado en el centro-sur de Cork. Recibe su nombre del afluente que discurre por la zona y que atraviesa la carretera homónima.
En la zona se encuentran los colegios Glasheen B.N.S. y Glasheen G.N.S.